# Dražen Bošnjaković
Dražen Bošnjaković, hrvaški politik in odvetnik, * 1961, Vukovar.
Od leta 2010 je minister za pravosodje Republike Hrvaške.